# Liste antiker Ortsnamen und geographischer Bezeichnungen/De
| Lateinischer Name      | Griechischer Name                            | Beschreibung                                                                         | Heute                                                                                                  | Quellen und Verweise | Lage |
| ---------------------- | -------------------------------------------- | ------------------------------------------------------------------------------------ | --- | -------------------- | ---- |
| Dea Vocontiorum        |                                              | Stadt der Vocontii                                                                   | Die, Département Drôme                                                                                 | RE; Smith;           |      |
| Debae                  | Δέβαι                                        | Volksstamm an der Westküste von Arabien                                              | | RE; Smith;           |      |
| Decapolis              | Δεκαπόλις (Dekapolis)                        | Gruppe von 10 hellenistischen Städten in Palästina                                   | im Gebiet östlich des Jordangrabens, vom Südwestplateau des Golan bis etwa Amman                       | Smith;               |      |
| Deceleia               | Δεκέλεια                                     | Ort in Attika                                                                        | Dekeleia                                                                                               | RE; Smith;           |      |
| Decem Pagi             |                                              |                                                                                      | | Smith;               |      |
| Decetia                |                                              |                                                                                      | | Smith;               |      |
| Deciana                |                                              |                                                                                      | | Smith;               |      |
| Deciates               |                                              |                                                                                      | | Smith;               |      |
| Decium                 |                                              |                                                                                      | | Smith;               |      |
| Decuma                 |                                              |                                                                                      | | Smith;               |      |
| Decumates Agri         |                                              |                                                                                      | | RE; Smith;           |      |
| Dedmasa                |                                              |                                                                                      | | Smith;               |      |
| Deire                  |                                              |                                                                                      | | Smith;               |      |
| Deitania               |                                              |                                                                                      | | Smith;               |      |
| Delemna                |                                              |                                                                                      | | Smith;               |      |
| Delgovitia             |                                              |                                                                                      | | Smith;               |      |
| Delium                 |                                              |                                                                                      | | Smith;               |      |
| Delminium, Dalminium   | Δελμίνιον (Delminion), Δαλμίνιον (Dalminion) | Hauptort Dalmatias                                                                   | auf dem Berg Libu, zwischen den heutigen Dörfern Kongora und Borčani im Südwesten Bosnien-Herzegowinas | Smith;               |      |
| Delos                  | Δῆλος (Dēlos)                                | Insel in der Ägäis, Heiligtum des Apollon                                            | Kykladeninsel Delos                                                                                    | RE; Smith;           |      |
| Delphi                 | Δελφοί (Delphoi)                             | Stadt und Heiligtum in Phokis, bedeutendste Orakelstätte des Apollon                 | östlich der griechischen Kleinstadt Delfi                                                              | RE; Smith;           |      |
| Delphinium             | Δελφίνιον (Delphinion)                       | Hafen von Oropos                                                                     | | RE; Smith;           |      |
| Delphinium             | Δελφίνιον (Delphinion)                       | Ort auf der griechischen Insel Chios                                                 | Delfini                                                                                                | RE; Smith;           |      |
| Delta                  | Δέλτα (Delta)                                | Flussdelta, insbesondere das Nildelta                                                | | Smith;               |      |
| Delus                  |                                              |                                                                                      | | Smith;               |      |
| Demetae                | Δημῆται (Dēmētai)                            | keltischer Volksstamm in Britannien                                                  | Siedlungsgebiete in den Grafschaften Pembrokeshire und Carmarthenshire im Südwesten von Wales          | Smith;               |      |
| Demetrias              | Δημητριάς (Dēmētrias)                        | Stadt in Assyrien                                                                    | | Smith;               |      |
| Demetrias              | Δημητριάς (Dēmētrias)                        | Stadt in Magnesia                                                                    | 1,5 km südlich von Volos in Griechenland                                                               | Smith;               |      |
| Demonnesi              | Δημητριάς (Dēmētrias)                        | anderer Name von Sikyon                                                              | |                      |      |
| Demonnesi              |                                              |                                                                                      | | Smith;               |      |
| Dendrobosa             |                                              |                                                                                      | | Smith;               |      |
| Dentheletae            |                                              |                                                                                      | | Smith;               |      |
| Dentheliatis           |                                              |                                                                                      | | Smith;               |      |
| Deobriga               |                                              |                                                                                      | | Smith;               |      |
| Deobrigula             | Δεοβρίγουλα                                  | Straßenstation an der Straße von Asturica nach Tarraco zwischen Segisamo und Tribium | bei Tardajos                                                                                           | RE; Smith;           |      |
| Deorum                 |                                              |                                                                                      | | Smith;               |      |
| Derae                  |                                              |                                                                                      | | Smith;               |      |
| Deranebilla            |                                              |                                                                                      | | Smith;               |      |
| Derangae               |                                              |                                                                                      | | Smith;               |      |
| Derbe                  | Δέρβη (Derbē)                                | Stadt in Lykaonien                                                                   | Kerti Hüyük beim heutigen Dorf Devri Şehri 22 km nördlich der Stadt Karaman in der Türkei              | RE; Smith;           |      |
| Derbiccae              |                                              |                                                                                      | | Smith;               |      |
| Deris                  | Δέρις (Deris)                                | Stadt in Thrakien                                                                    | vielleicht Kocaçeşme an der Bucht von Saros in der Türkei                                              | Smith;               |      |
| Deris                  | Δέρις (Deris)                                | Kap an der Küste der Marmarica                                                       | Ras el Hekma zwischen Sidi Haneish und Fukah in Ägypten                                                | Smith;               |      |
| Derrhis                |                                              |                                                                                      | | Smith;               |      |
| Derrhium               |                                              |                                                                                      | | Smith;               |      |
| Dertona                |                                              |                                                                                      | Tortona                                                                                                | Smith;               |      |
| Dertosa                |                                              |                                                                                      | | Smith;               |      |
| Derusiaci              |                                              |                                                                                      | | Smith;               |      |
| Derventio              |                                              |                                                                                      | | Smith;               |      |
| Dessobriga             |                                              |                                                                                      | | Smith;               |      |
| Desudaba               |                                              |                                                                                      | | Smith;               |      |
| Desuviates             |                                              |                                                                                      | | Smith;               |      |
| Detumo                 |                                              |                                                                                      | | Smith;               |      |
| Detunda                |                                              |                                                                                      | | Smith;               |      |
| Deucaledonicus Oceanus |                                              |                                                                                      | | Smith;               |      |
| Deuriopus              |                                              |                                                                                      | | Smith;               |      |
| Deva                   | Δηούα (Dēoua)                                | Fluss in Hispania Tarraconensis                                                      | Deva in der Provinz Kantabrien in Spanien                                                              | Smith;               |      |
| Deva                   |                                              | Stadt in Britannien                                                                  | Chester in England                                                                                     | Smith (1);           |      |
| Deva                   |                                              | Fluss in Kaledonien                                                                  | Dee in Schottland                                                                                      | Smith (2);           |      |
| Devana                 |                                              |                                                                                      | | Smith;               |      |
| Develtus, Deultum      | Δεβελτός                                     |                                                                                      | 10 km westlich von Burgas in der Nähe des Dorfes Debelt (Bulgarien)                                    | Smith;               |      |